# 항구의 등불
"항구의 등불"은 1973년 공개된 대한민국의 영화이다.

## 배역
- 현시흥
- 남진
- 전영
- 김희라
- 장혁
- 트위스트 김
- 한은진
- 이예민
- 박시명
- 백금녀
- 최성일
- 신소걸
- 이철
- 심철호
- 장춘언

## 수상
- 1973년 제10회 청룡영화상
  - 신인연기상 - 전영